# 前曹镇
前曹镇，是中华人民共和国山東省德州市平原县下辖的一个乡镇级行政单位。

## 行政区划
前曹镇下辖以下地区：
前曹社区、董集社区村、城墙李社区村、南油坊社区村、鸡鸣店社区村、宫徐社区村、大宋社区村、刘庄社区村、西肖社区村、大张社区村、东贾庄社区村、尹屯社区村、东何社区村、崔寨社区村、刘云社区村、万斛社区村、王仁语社区村、铁嘴社区村、万王社区村、三寨子社区村、小郭社区村、古台寺社区村、邵庙社区村、孙寨社区村、谢家洼社区村、苏家洼社区村、五合庄社区村、簸箕张社区村和前李社区村。